# Keber
Keber je priimek v Sloveniji, ki ga je po podatkih Statističnega urada Republike Slovenije na dan 1. januarja 2010 uporabljalo 480 oseb.

## Znani nosilci priimka
- Branko Keber, polkovnik SV
- Dušan Keber (*1947), zdravnik kardiolog, prof. MF in politik
- Irena Keber (*1947), zdravnica kardiologinja, prof. MF
- Janez Keber (*1943), jezikoslovec, imenoslovec, leksikograf, publicist, urednik
- Jasmina Keber (*1988), igralka hitrostnega badmintona
- Karel Keber (1764—1810), slikar
- Liljana Keber (*1954), plesalka in koreografinja
- Mateja Manček Keber (*1976), raziskovalka na področju biokemije/farmacije
- Rok Keber (*1982), biotehnolog, dr.
- Tara Keber (*2001), športnica atletinja; zmagovalka likovnega natečaja, zato po njej poimenovali satelit Tara (navigac. sistem Galileo)